# El club de los incomprendidos
El club de los incomprendidos (O Clube dos Incompreendidos em português) é um filme espanhol de comédia romântica e drama, dirigido pelo diretor Carlos Sedes, baseado no romance "Bom dia, princesa!" de Blue Jeans. O filme é estrelado por Charlotte Vega, Alex Maruny, Ivana Baquero, Michelle Calvo, Jorge Clemente, Andrea Trépat e Patrick Criado. Estreou em 25 de dezembro de 2014, na Espanha.

## Sinopse
Valeria é uma jovem que acaba de se mudar para Madrid após a separação de seus pais. Em sua nova escola, Valeria é forçada a participar de umas reuniões com o conselheiro, juntamente a outros companheiros de sala. O que à primeira vista parecia um mau começo para a nova existência de Valeria, acaba tornando-se o início de uma incrível experiência de vida. 
Novas amizades, uma cidade cheia de possibilidades, o primeiro amor e intensas experiências que mudarão para sempre as vidas deste novo grupo de amigos.

## Elenco
- Charlotte Vega como Valeria
- Àlex Maruny como Raúl
- Ivana Baquero como Meri
- Michelle Calvó como Elisabeth
- Andrea Trepat como Ester
- Jorge Clemente como Bruno
- Patrick Criado como César
- Aitana Sánchez-Gijón como Mara
- Yon González como Rodrigo
- Raúl Arévalo como Martín
- Iria del Río como Beatriz
- Paula Muñoz como Alicia
- Álvaro Díaz como Ray
- Beatriz Serén como Amiga 1
- Raquel Espada como Amiga 2
- Miguel Canalejo como Chico pintada
- Santiago Cuquejo como Aluno Aprovado
- Javier_Ruiz Javier Ruiz como Agente Imobiliário
- Valeria Moreno como Gêmea 1
- Adriana Moreno como Gêmea 1
- José Ángel Egido como Diretor
- Lluís Homar como motorista